# Dasychira interposita
Dasychira interposita är en fjärilsart som beskrevs av Dyar 1911. Dasychira interposita ingår i släktet Dasychira och familjen tofsspinnare. Inga underarter finns listade i Catalogue of Life.